# Třída Oruç Reis
Třída Oruç Reis byla třída diesel-elektrických ponorek tureckého námořnictva. Jejich stavba byla objednána ve Velké Británii. Jednalo se o zmenšenou upravenou verzi britských ponorek třídy S. Celkem byly postaveny čtyři ponorky této třídy. Po vypuknutí druhé světové války byly ponorky zabaveny a jako třída P611 zařazeny do britského královského námořnictva. První pár byl Turecku vrácen roku 1942, třetí ponorka byla roku 1943 potopena a čtvrtá byla vrácena po válce.

## Stavba
V době mezi světovými válkami turecké námořnictvo vybudovalo poměrně velkou flotilu ponorek. Ponorky přitom získávalo od zahraničních loděnic. Zakázku na stavbu ponorek třídy Oruç Reis získala roku 1939 britská loděnice Vickers-Armstrong v Barrow-in-Furness. Celkem byly v letech 1939–1942 postaveny čtyři jednotky této třídy.
Jednotky třídy Oruç Reis:
| Jméno         | Loděnice          | Založení kýlu | Spuštěna          | Vstup do služby | Osud |
| ------------- | ----------------- | ------------- | ----------------- | --------------- | --- |
| Oruç Reis     | Vickers-Armstrong | 1939          | 19. července 1940 | prosinec 1941   | Převzata britským námořnictvem jako HMS P611, v květnu 1942 vrácena Turecku, vyřazena 1957.                      |
| Murat Reis    | Vickers-Armstrong | 1939          | 20. července 1940 | leden 1942      | Převzata britským námořnictvem jako HMS P612, v květnu 1942 vrácena Turecku, vyřazena 1957.                      |
| Burak Reis    | Vickers-Armstrong | 1939          | 19. října 1940    | březen 1942     | Převzata britským námořnictvem jako HMS P614, v lednu 1946 vrácena Turecku, vyřazena 1957.                       |
| Uluç Ali Reis | Vickers-Armstrong | 1939          | 1. listopadu 1940 | duben 1942      | Převzata britským námořnictvem jako HMS P615, dne 18. dubna 1943 potopena poblíž Dakaru německou ponorkou U-123. |

## Konstrukce

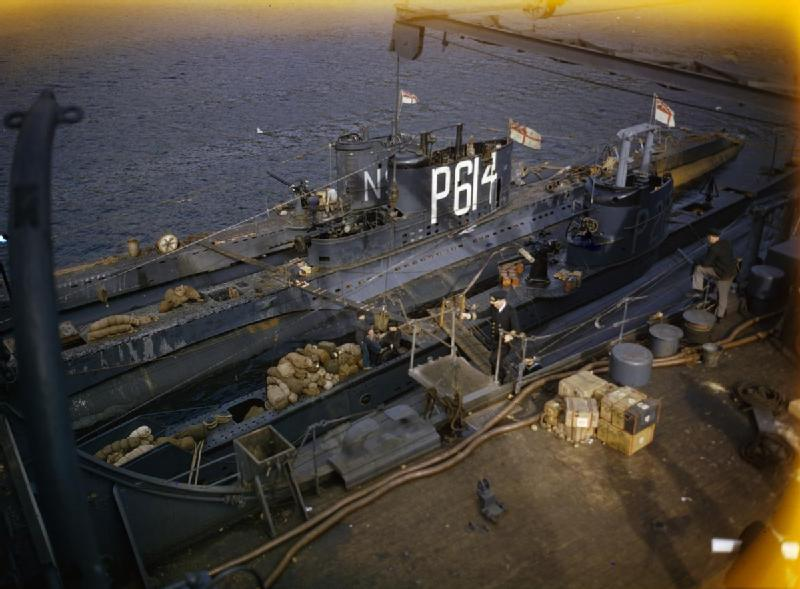
HMS P614 (ex Burak Reis)

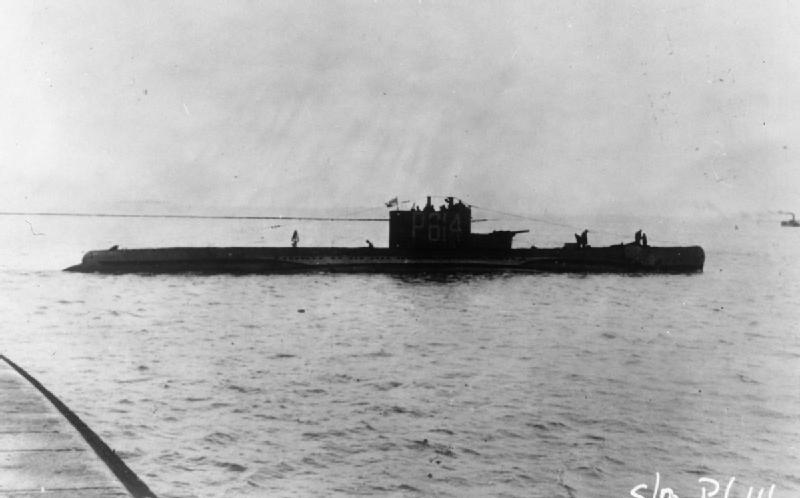
HMS P614 (ex Burak Reis)

Ponorky byly vyzbrojeny jedním 102mm kanónem a pěti 533mm torpédomety (čtyři na přídi a jeden na zádi). Mohly naložit až devět torpéd. Pohonný systém tvořily dva diesely Vickers o výkonu 1200 hp a dva elektromotory o výkonu 780 hp. Nejvyšší rychlost na hladině dosahovala 13,7 uzlu a pod hladinou 8,4 uzlu. Dosah byl 3500 námořních mil při rychlosti 10 uzlů na hladině. Operační hloubka ponoru byla až 100 metrů.

### Modernizace
Britské námořnictvo ponorky za války vybavilo radarem typu 286U.